# 吉士笠街

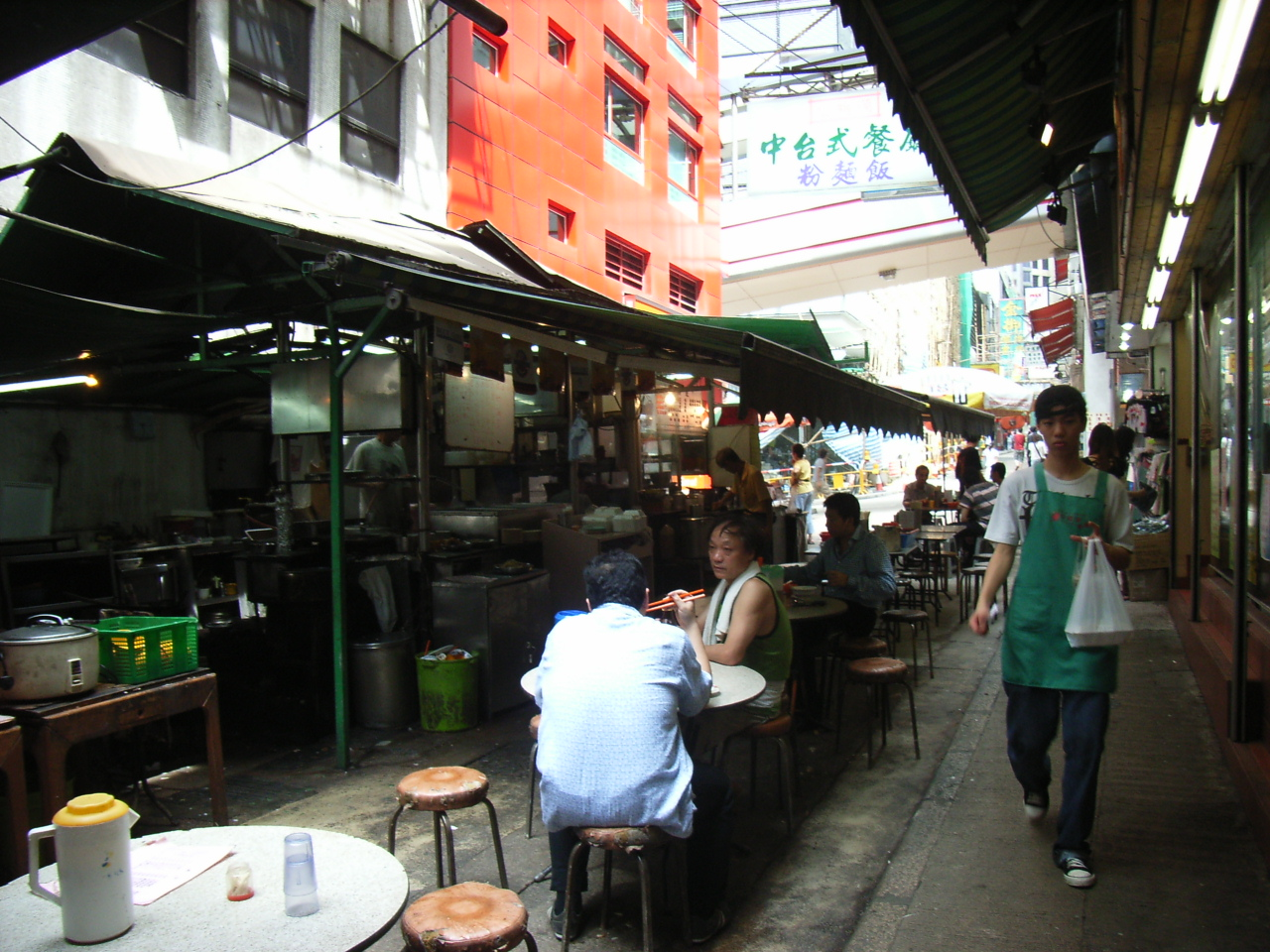
在中環士丹利街西端，有一段是冬暖夏熱的，就是吉士笠街的入口

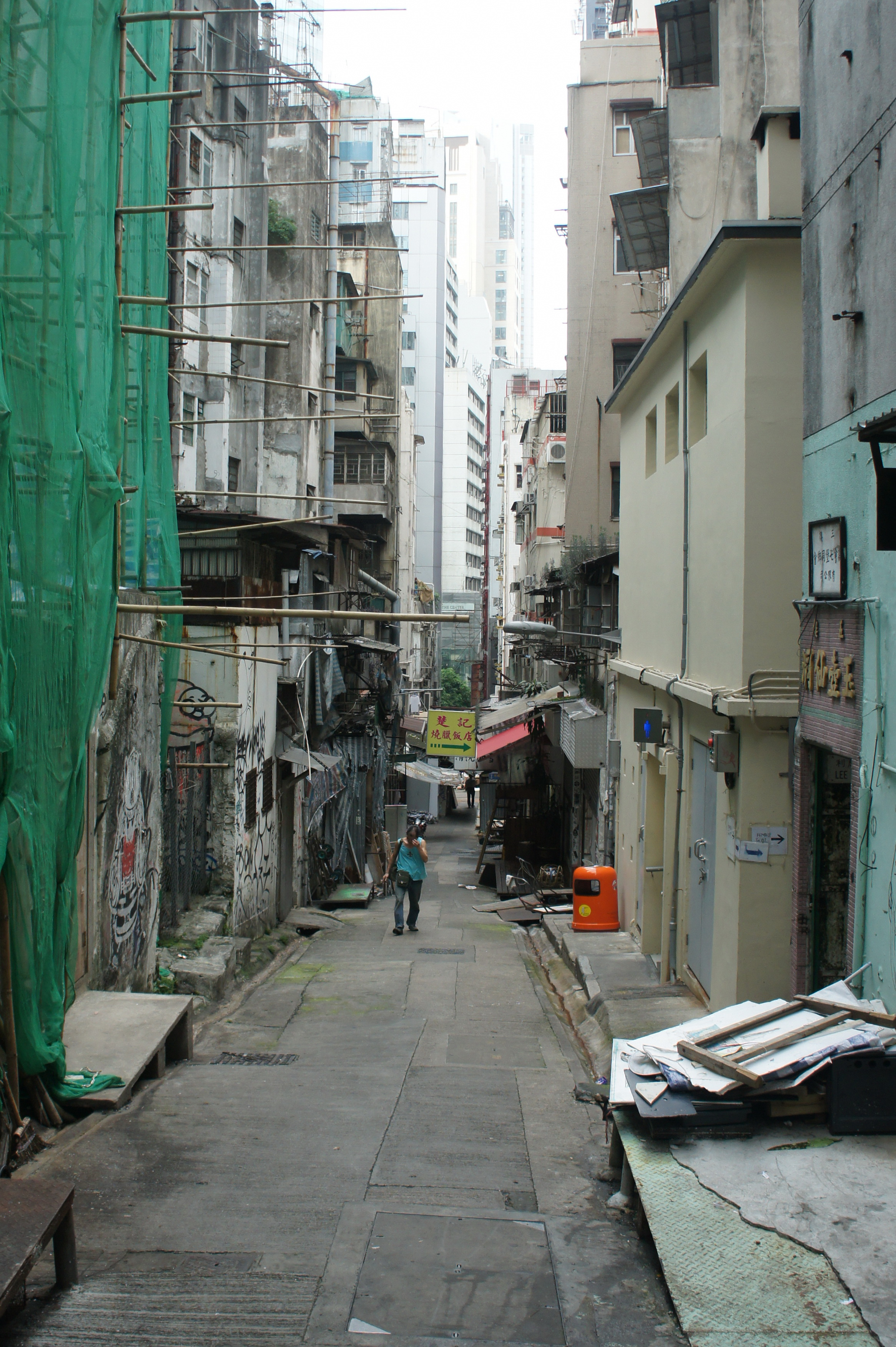
從結志街向東北望向吉士笠街，吉士笠街公廁在右前方。

吉士笠街（英語：Gutzlaff Street）是香港島中環的一條後巷街道，近今時今日的中環中心和喜訊大廈的南面、嘉咸街和工銀大廈的東邊、永隆商業大廈的西邊、擺花街和中環大廈的北面。

## 歷史
吉士笠街是在英治時期以郭士立牧師命名。在香港開埠初期，鄰近的擺花街為西洋高級妓院集中地，由於當時西洋妓女及歌女應酬顧客，多穿著西服及皮鞋，因此不少澳門的裁縫及鞋匠在此街開舖及擺檔，吸引大量西洋女子出入此地。

## 都市傳說
該處地皮由一位美籍船長買入供養受他保護的澳門蜑家涉外婚婦吳亞嬌。吳的名聲漸漸顯赫，大概由於其背景的緣故，時人稱其為「紅毛嬌」，因吳亞嬌居於吉士笠街，時人甚至稱該街為「紅毛嬌街」。亦由於此街開設了多間補鞋店，因而有「補鞋街」之稱。
另有一說，這裏曾有一名叫阿嬌的女子幫洋人煮飯洗衫，在她去世後，街坊就稱這兒為「紅毛嬌街」。

## 鄰近
- 結志街
- 威靈頓街
- 士丹利街
- 皇后大道中
- 荷李活道
- 擺花街

## 資料來源
1. ↑  歷史補遺﹕從閣麟街說起 2016年4月17日 星期日明報
2. ↑  . 新浪網. 2006-08-13  [2012-05-06].[永久]